# الن‌هورست (نیوجرسی)
الن‌هورست (به انگلیسی: Allenhurst) شهری در ایالت نیوجرسی کشور ایالات متحده آمریکا است که جمعیت آن در سرشماری سال ۲۰۱۰ میلادی، ۴۹۶ نفر بوده‌است.